# Calle 66–Lincoln Center (línea de la Séptima Avenida–Broadway)
La Calle 66–Lincoln Center es una estación en la línea de la Séptima Avenida-Broadway del Metro de Nueva York de la A del Interborough Rapid Transit Company. La estación se encuentra localizada en Upper West Side, Manhattan entre Broadway, la Calle 66. La estación es utilizada las 24 horas por los trenes del servicio  y en la madrugada, por los trenes del servicio .

## Zona

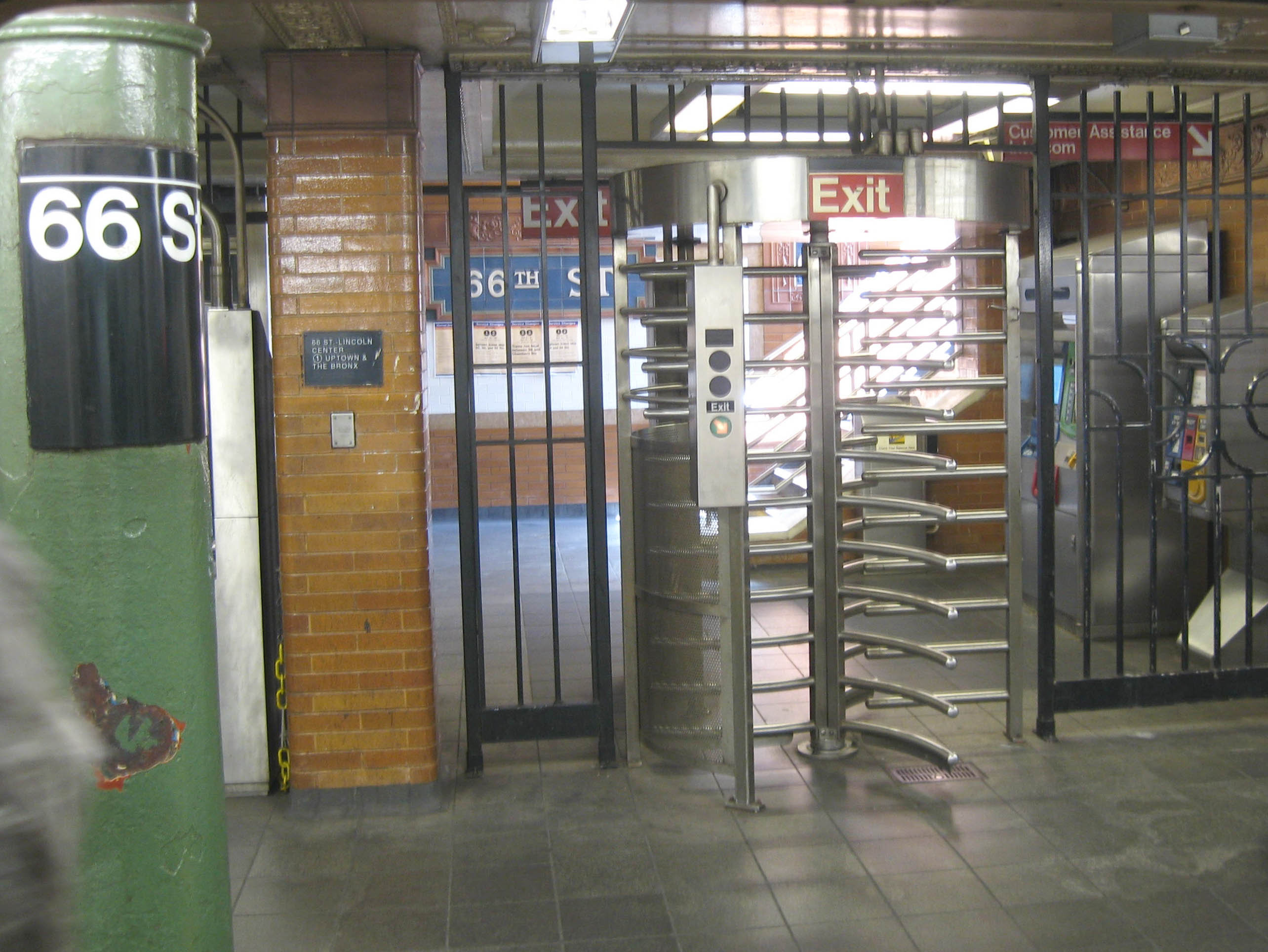
Control de acceso al andén.

Un sinnúmero de escuelas se encuentran localizadas cerca de la estación, incluyendo al Fiorello H. LaGuardia High School of Music & Art and Performing Arts y otras pequeñas escuelas en el antiguo edificio del Martin Luther King, Jr. High School.